# Boiling Lake
Boiling Lake est un lac de la Dominique. Avec une température de l'eau dépassant 82 °C, il s'agit du deuxième plus grand lac en ébullition du monde, après le Frying Pan Lake de Nouvelle-Zélande.

## Caractéristiques
Le Boiling Lake (littéralement « lac en ébullition » ou « lac bouillant » en anglais) est situé dans le parc national de Morne Trois Pitons, à une dizaine de kilomètres à l'est de la capitale Roseau. Il s'agit d'une fumerolle inondée d'environ 60 m de large, remplie d'une eau bouillonnante gris-bleu généralement enveloppée d'un nuage de vapeur.
Aucune voie ne conduit directement au lac ; il se situe à 13 km de marche de la route la plus proche, en passant près de sources sulfureuses, à travers gorges et montagnes.
Le Boiling Lake est le deuxième lac en ébullition du monde pour ce qui est de la superficie. Le Frying Pan Lake, en Nouvelle-Zélande, est plus grand, mesurant environ 200 m de large.

## Historique
La première observation attestée du lac se produit en 1870, par Watt et Nicholls, deux Britanniques travaillant en Dominique à cette époque. En 1875, le botaniste H. Prestoe et le docteur Nicholls sont chargés d'enquêter sur ce phénomène naturel. Ils mesurent la température de l'eau, entre 82 et 91 °C le long des bords du lac. Ils ne peuvent pas la mesurer en son centre car l'eau est en ébullition. Ils mesurent une profondeur supérieure à 59 m.
Le niveau et l'activité du lac sont soumis à des variations périodiques. Dans les années 1870, il est profond, à la suite d'une éruption phréatique à proximité, mais il disparaît en 1880 et forme une fontaine d'eau chaude et de vapeur. Une autre éruption phréatique abaisse le niveau du lac d'environ 10 m de décembre 2004 à avril 2005, avant qu'il ne remonte à nouveau.
Le 6 juillet 2007, l'aventurier canadien George Kourounis (en) est la première personne à traverser l'étendue lacustre, suspendu par des cordes au-dessus de la surface au-dessus de la zone la plus violemment en ébullition. Cet événement est filmé pour la série télévisée Angry Planet (en).

## Pour approfondir